# Ernst Hilding Andersson
Ernst Hilding Andersson, ofta bara Hilding Andersson, född 9 december 1909 i Solna, död 24 oktober 2007, var en svensk underofficer (flaggmaskinist) vid Stockholms örlogsvarv och  spion för Sovjetunionen. Andersson är även känd som "marinspionen". 

## Biografi
Under hösten 1949 började den svenska säkerhetstjänsten bevaka en sovjetisk GRU-officer. Sommaren 1951 upptäcktes att officeren stod i kontakt med Andersson. Andersson, som var kommunist och som värvades till följd av sin politiska övertygelse, anhölls i september samma år och dömdes till livstids straffarbete för grovt spioneri. Han frigavs på 1960-talet och började ett nytt liv under nytt namn.
Andersson fick 4 530 kronor av ryssarna men summan täckte inte hans utgifter för film, kamera och annat. Han är begravd på Solna kyrkogård.